# Combinata nordica
La combinata nordica è uno sport invernale in cui i concorrenti gareggiano in due distinte discipline dello sci nordico: lo sci di fondo e il salto con gli sci. L'attività internazionale è organizzata dalla Federazione Internazionale Sci (FIS).

## Storia
Come molti altri sport invernali, la combinata nordica nacque in Norvegia. Si hanno notizie di gare di sci nordico tra i soldati norvegesi sin dal XVIII secolo. La prima competizione di combinata nordica di un certo richiamo si svolse nel 1892 a Oslo, al primo Holmenkollen Ski Festival, evento che si svolge ancora oggi ogni anno sulla collina di Holmenkollen. La gara di Holmenkollen e la combinata nordica diventarono molto popolari in Norvegia. All'epoca il salto con gli sci non era nemmeno considerato uno sport a sé stante; infatti, solo nel 1933 si svolsero ad Holmenkollen le prime gare di salto con gli sci non abbinate a prove di sci di fondo.
La combinata nordica è presente nel programma dei Giochi olimpici invernali sin dalla prima edizione del 1924. I Campionati Mondiali si disputano sin dal 1925.
A partire dalla stagione 1979/1980, la Federazione Internazionale Sci organizza annualmente la Coppa del Mondo di combinata nordica.
Fuori dalla Norvegia, la combinata nordica si è diffusa soprattutto in Finlandia, Germania, Austria e Giappone. I combinatisti di questi paesi dominano da sempre le competizioni internazionali. È significativo che siano le stesse nazioni che hanno forti tradizioni (e disponibilità di impianti) nel salto con gli sci.
Storicamente la combinata nordica è uno sport unicamente maschile. Dopo il riconoscimento ufficiale nel 1998 da parte della FIS della prima gara femminile di salto con gli sci, sono state organizzate anche competizioni femminili di combinata nordica; dalla stagione 2020-2021 le gare femminili saranno incluse nella Coppa del Mondo e nei Campionati mondiali di sci nordico. Non sono ancora incluse nei Giochi olimpici invernali.

## Competizioni
Attualmente ci sono tre tipi di competizioni individuali e tre a squadre nella combinata nordica:
- Gundersen
- compact
- partenza in linea
- gara a squadre
- team sprint
- gara a coppie miste

La gara più comune è la "Gundersen", che prevede un salto dal trampolino, seguito da una prova di fondo nella distanza di10 km per gli uomini e 5 km per le donne. L'attuale formula sostituisce, dalla stagione 2008/09 quella con due salti e 15 km di fondo. Il punteggio nel salto viene calcolato sulla base della misura conseguita sul trampolino, al quale si aggiunge una valutazione di stile da parte di 5 giudici e una compensazione di punteggio calcolata sulla base del vantaggio o svantaggio dato dal vento trovato durante il salto. Al termine della serie, ogni punto di distacco fra ogni atleta viene convertito in 4 secondi di distacco nella prova di fondo. Il primo classificato del salto sarà dunque il primo a partire nella prova di sci di fondo, e a seguire verranno fatti partire gli altri, secondo i distacchi 
accumulati nel salto. Chi taglia per primo il traguardo della prova di fondo vince la gara di combinata.
La prova compact ha un funzionamento simile a quello della Gundersen, con una prova di salto che precede la gara di fondo, con la differenza che i distacchi con cui gli atleti partono nel fondo sono già stabiliti a priori, con un tetto massimo di 1 minuto e 30 secondi. Il vincitore della prova di salto partirà dunque per primo, il secondo per secondo e così via, ma non ci sarà alcun processo di conversione dei punteggi. Questo fa sì che generalmente vengano avantaggiati gli atleti più performanti nel fondo, anche se la distanza da percorrere per gli uomini è di soli 7,5 km, mentre per le donne rimane sempre invariata a 5 km.
Nella gara con partenza in linea, anche detta mass start, si tiene prima la prova di sci di fondo e successivamente quella di salto. Gli atleti partono tutti insieme, percorrendo una distanza di 10 km per gli uomini e 5 km per le donne. Al termine della prova di fondo, i distacchi tra gli atleti seguono la stessa conversione presente nella Gundersen, tramutando 4 secondi di distacco in un punto da recuperare sul trampolino. Si procede poi con la prova di salto, partendo dall'ultimo classificato nel fondo fino al primo. Chi ottiene il punteggio complessivo più alto tra fondo e salto vince la gara di combinata.
Nella gara a squadre, partecipano 4 atleti rappresentanti di una nazione. Ogni nazione può partecipare con un solo quartetto. Ogni atleta di ogni squadra effettua un salto sul trampolino, i cui punteggi vengono sommati tra loro, e i distacchi tra le varie squadre subiscono la stessa conversione che avviene nella Gundersen. Gli atleti partono poi nello sci di fondo con il distacco accumulato nel salto, in una gara a staffetta in cui ogni atleta percorre 5 km. La squadra che giunge al traguardo per prima vince la gara.
Nella team sprint, partecipano coppie di atleti di un unico sesso, sempre di un'unica nazione, con un limite di 2 coppie rappresentanti la stessa bandiera. Gli atleti performano in una prova di salto ciascuno, in cui i punteggi vengono sommati e convertiti con il sistema della Gundersen. La prova di sci di fondo prevede un totale di 20 km, 10 ogni atleta, alternandosi ogni 2 km. La coppia che giunge prima al traguardo vince la team sprint.
L'ultima nata delle competizioni a squadre è la gara a coppie miste, in cui un uomo e una donna di una stessa nazione compongono la coppia. Gli atleti effettuano ognuno un salto sul trampolino, sommando i punteggi che verranno convertiti con il sistema Gundersen. Nella prova di salto si effettuano 4 tornate in totale, 2 da 2 km per la donna e 2 da 2,5 km per l'uomo. La coppia che giunge prima al traguardo vince la gara.